# Intelecto geral
Intelecto geral (em inglês, general intellect) é uma expressão criada por Karl Marx para designar a dimensão coletiva e social da atividade intelectual quando esta é fonte de produção de riqueza.
A expressão aparece nos Grundrisse, no chamado fragmento das máquinas, como sendo uma crucial  força produtiva, cuja importância é evidenciada pela crescente importância da maquinaria - entendida como o poder do conhecimento objetivado - no controle dos processos da vida social. Intelecto geral seria, portanto, uma combinação de expertise tecnológica e intelecto social ou conhecimento social geral, ou, ainda, um cérebro social que é, em simultâneo, uma força produtiva  e um princípio de organização dos cidadãos.
"A Natureza não constrói máquinas, locomotivas, ferrovias, telégrafos, máquinas de fiar automáticas etc. Esses são produtos da indústria humana: material natural  transformado em orgãos da vontade humana sobre a natureza ou da participação humana na natureza. São órgãos do cérebro humano, criados pela mão humana: o poder do conhecimento objetivado. O desenvolvimento do capital fixo indica até que ponto o conhecimento social geral se tornou uma força produtiva imediata, e, portanto, até que ponto as condições do processo da própria vida social estão sob controle do intelecto geral e são transformadas de acordo com ele.  Até que ponto as forças produtivas sociais foram geradas, não só sob forma de conhecimento, mas também como órgãos imediatos da prática social, do processo da vida real."— Karl Marx. Grundrisse, 1858.
Em uma sociedade capitalista, o desenvolvimento do general intellect manifesta-se, segundo Marx, no controle dos processos da vida  social. Segundo algumas interpretações, com a ideia do general intellect, Marx designa uma radical mudança na subsunção da força de trabalho ao capital,  indicando a instauração de um terceiro estágio da divisão do trabalho.
Paolo Virno chega a afirmar que o intelecto geral constitui "a principal força produtiva do capitalismo pós-fordista e a base material para liquidar a sociedade da mercadoria e com o Estado enquanto sinistro 'monopólio da decisão política'."